# Bencijjon Netanjahu
Bencijjon Netanjahu (hebr. ‏בנציון נתניהו‎; ur. 25 marca 1910 w Warszawie, zm. 30 kwietnia 2012 w Jerozolimie) – izraelski historyk i działacz syjonistyczny.

## Życiorys
Urodził się w Warszawie jako Bensyjon (Bencyjon) Milejkowski i mieszkał tam z rodziną do 1920 roku. Następnie wyemigrował z rodziną do Palestyny, gdzie przyjął nazwisko od miejscowości Netanja. Przez kilkanaście lat mieszkał w Jerozolimie, studiował na Uniwersytecie Hebrajskim. Wielokrotnie przebywał w Stanach Zjednoczonych, gdzie pracował jako nauczyciel akademicki.

## Życie prywatne
7 września 1944 poślubił Cillę Segal (zm. 31 stycznia 2000 w Jerozolimie w wieku 87 lat). Mieli trzech synów:
- Jonatana (1946-1976) – żołnierza, bohatera operacji Entebbe,
- Binjamina (ur. 1949) – polityka, wielokrotnego premiera Izraela,
- Iddo (ur. 1952) – lekarza radiologa